# 克林顿-戴维斯男爵斯坦利·克林顿-戴维斯
，PC（1928年12月6日—2023年6月11日），英国政治人物和事务律师。克林顿-戴维斯是英国工党党员，于1970年6月18日至1983年5月13日被选为中哈克尼选区的国会议员；并在哈罗德·威尔逊、詹姆斯·卡拉汉和托尼·布莱尔所领导的工党政府内担任官员。克林顿-戴维斯还在德洛尔委员会担任委员。1990年，他被册封为终身贵族，从此成为英国上议院的工党议员。2018年，克林顿-戴维斯宣布退休。

## 早年概况
克林顿-戴维斯于1928年12月6日出生在英国伦敦的哈克尼镇，他是犹太夫妇西德尼·戴维斯（Sidney Davis）与莉莉·戴维斯（Lilly Davis）的独生子。他先后就读于哈克尼·唐斯学校、默瑟斯学校和伦敦国王学院；他于1950年从法律专业毕业，并在1953年获得事务律师的资格。

## 职业生涯

### 律师事务
克林顿-戴维斯于1953年11月成为英国的一名事务律师。他是克林顿家族律师事务所（Clintons）的创始合伙人，同时也是这家事务所在哈克尼分支机构克林顿·戴维斯公司（Clinton Davis & Co.）的负责人。他还在1989年到1997年及1998年到2003年期间两次出任柏文律师事务所的欧洲法律与事务顾问。

### 政治事务
从很小的时候开始，克林顿-戴维斯就开始对工党政治产生了兴趣。他在15岁的时候加入了英国工党，并在伦敦国王学院成立了劳工协会（Labour Society）。1948年至1950年期间，他是劳工学生组织全国联合会执行理事会的成员。1959年，他当选为伦敦哈克尼区的议员。他的议员职务一直担任到1971年，并同时是社会服务部的主席。1968年至1969年期间，他成为该区的区长。

### 犹太事务
克林顿-戴维斯曾多次在英国国会就影响犹太人社群和以色列的相关议题进行发声。他是反对反犹主义全党国会小组的副主席，也是以色列工党之友的支持者。并且他还在1993年至19997年期间担任犹太事务学院的执行成员。除此之外，他还曾是《犹太人纪事报》的总监和英国犹太人代表委员会的委员。

### 其他事务
除上述事务外，克林顿-戴维斯还在其他领域做出了自己的贡献并担任数个组织的高级职务。他曾于1989年至1996年期间担任英国难民委员会主席，后又于1996年至1997年担任该组织的总裁职务。他也在1980年至1984年和1989年至2001年两度担任海洋保护咨询委员会（Advisory Committee on Protection of the Sea）主席，后又在2001年担任总裁。
并且他还是劳工律师协会（Society of Labour Lawyers）和特许环境卫生院的副总裁，以及担任司法执行理事会（Executive Council of Justice）荣誉成员和市政当局协会主席。他还在1993年到1997年担任包装标准理事会（Packaging Standards Council）的总裁。
1980年至2001年期间，克林顿-戴维斯担任了英国航司飞行员协会的主席，后被授予该协会终身荣誉主席的称号。他同时也是英国海事飞行员协会（UK Pilots Association (Marine)）的主席。
克林顿-戴维斯在1989年至1998年期间担任笹川环境奖遴选委员会（Sasakawa Environment Prize Selection Committee）的委员，后又于1999年至2004年担任该委员会主席。笹川环境奖后由联合国环境署赞助。

## 个人生活
1954年，克林顿-戴维斯与弗兰西斯·简·卢卡斯（Frances Jane Lucas）；他们共同育有1个儿子和3个女儿。在政治工作之余，他的业余活动包括高尔夫、足球和阅读传记历史。

### 死讯
克林顿-戴维斯于2023年6月11日辞世，享年94岁。

## 荣誉奖励
克林顿-戴维斯是伦敦国王学院院士，同时也是布加勒斯特理工大学和伦敦玛丽女王大学的名誉院士。